# Catedral de Sant Andreu (Inverness)
La Catedral d'Inverness (gaèlic escocès: Cathair-Eaglais Inbhir Nis), també coneguda com l'Església catedralícia de Sant Andreu (1866-69), és una catedral de l'església episcopal escocesa situada a la ciutat d'Inverness a Escòcia prop de les riberes del Riu Ness. És la seu del bisbe de Moray, Ross i Caithness, ordinari de la diòcesi de Moray, Ross i Caithness. La catedral és la catedral més septentrional de la Gran Bretanya (la catedral de Dornoch no és en realitat una catedral) i va ser la primera catedral protestant que es va completar a Gran Bretanya des de la Reforma.

## Història
El bisbe Robert Eden va decidir que la Catedral per a la diòcesi unida de Moray, Ross i Caithness havia d'estar a Inverness. La primera pedra va ser col·locada per l'arquebisbe de Canterbury, Charles Longley, el 1866 i la construcció es va completar el 1869, tot i que la falta de fons va impedir la construcció de les dues espigues gegants del disseny original. L'arquitecte va ser Alexander Ross, que es va fundar a la ciutat. La catedral està construïda amb pedra vermella de Tarradale, amb columnes nàutiques de granit de Peterhead.
La congregació de la catedral va començar com una missió el 1853, al costat oest (est) del riu Ness.

## Interior

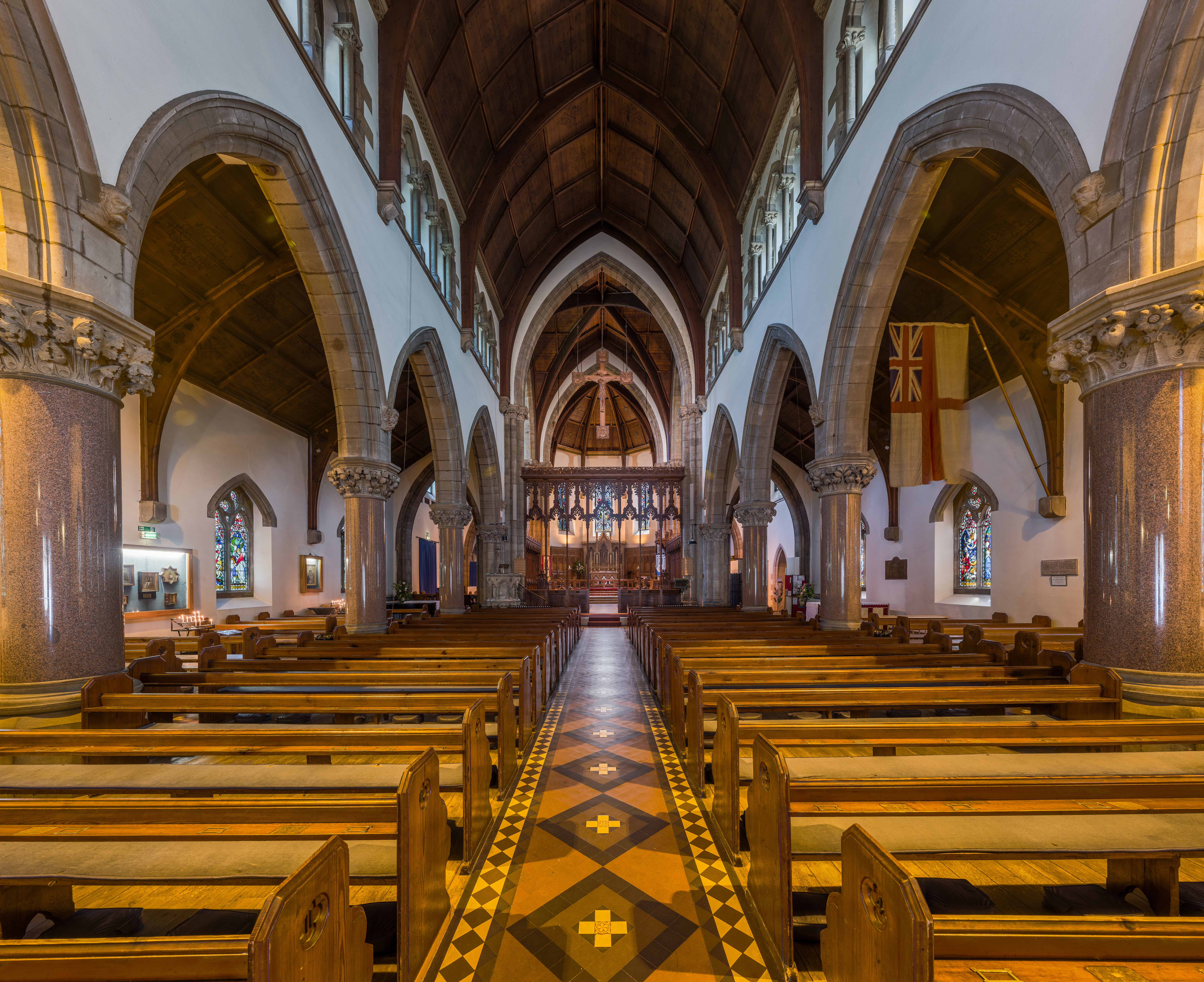
La nau mirant cap al sud
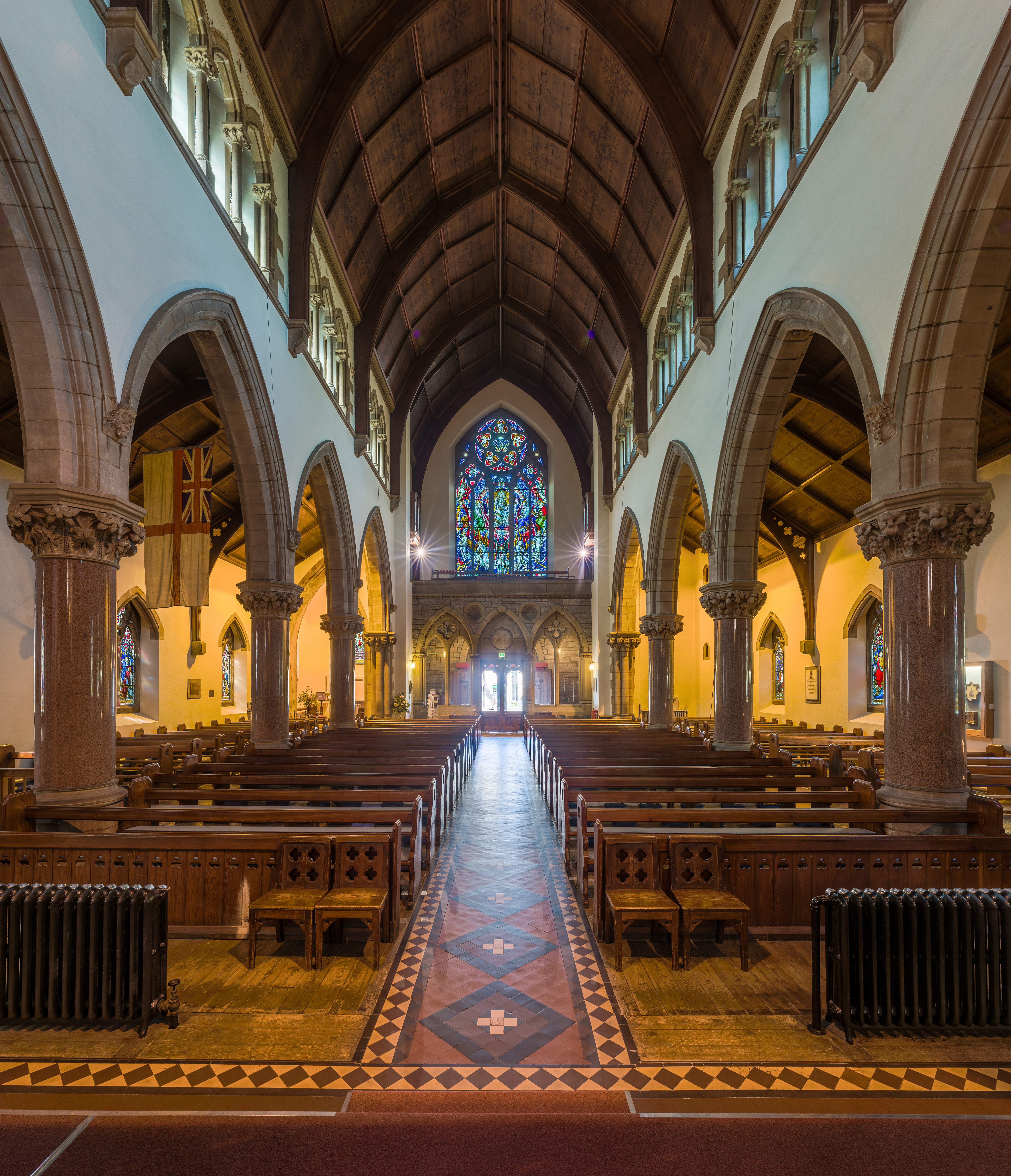
La nau mirant cap al nord (entrada)
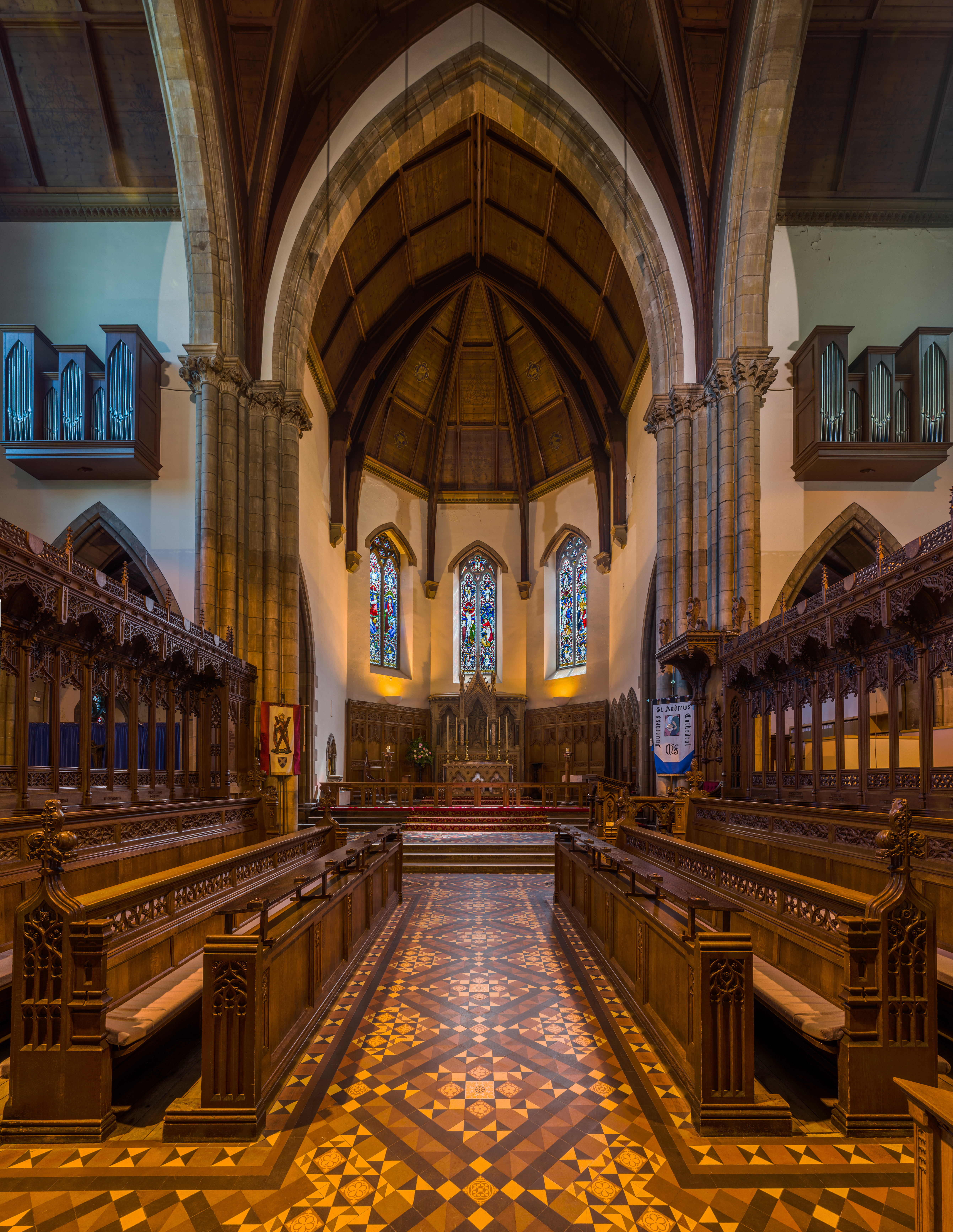
El cor i l'altar